# Antonio Maria Aprile
Antonio Maria Aprile (Carona, 1500 circa – Genova, 1550 circa) è stato uno scultore svizzero-italiano.
Figlio di Giovanni Antonio da Carona, scolpì un pulpito nella cattedrale dell'Assunta di Savona dove si era recato con la famiglia. Nel 1520 realizza un monumento funebre in onore dei genitori del marchese Don Fadrique Enriquez de Ribera, sistemato nella Certosa di Santa Maria de Las Cuevas presso Siviglia.

Realizza nel 1524 il monumento funebre del vescovo Francisco Ruiz, posto nel convento di San Juan de la Penitencia a Toledo. Negli anni successivi realizza altri monumenti per diversi nobili iberici.

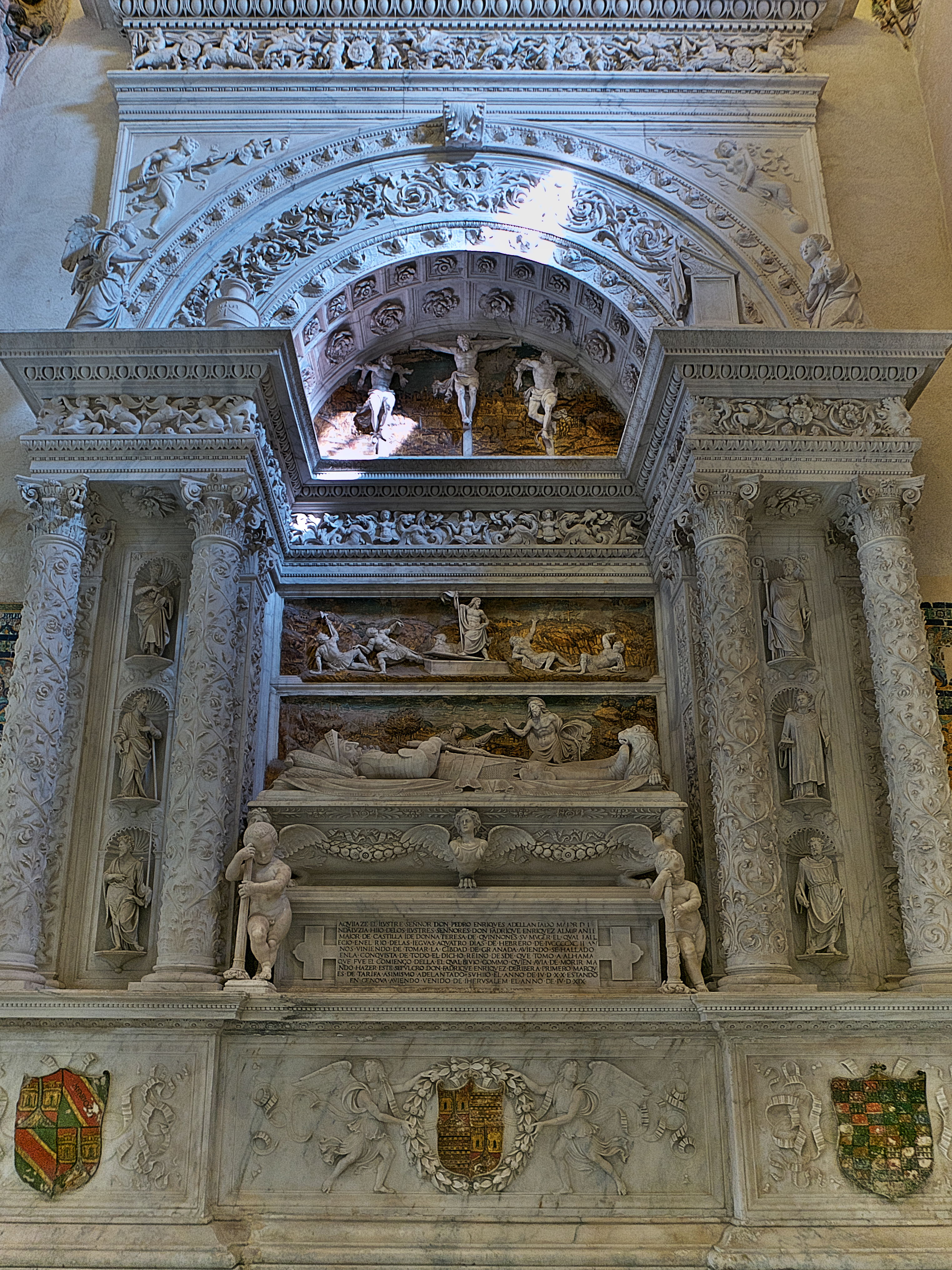
Sepolcro di Pedro Enríquez de Quiñones , Certosa di Siviglia
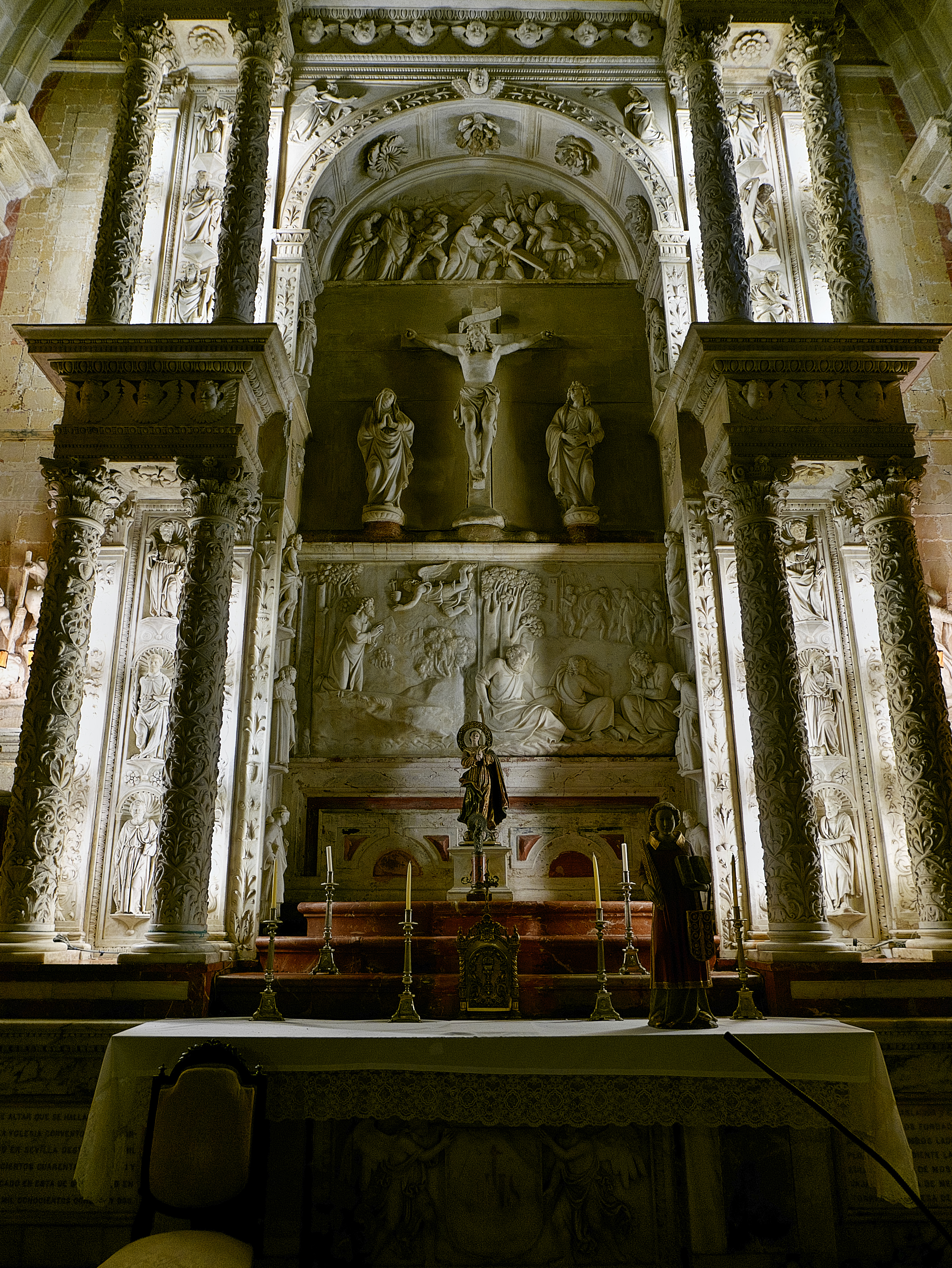
altare maggiore della chiesa di S. Lorenzo presso Santiago di Compostella
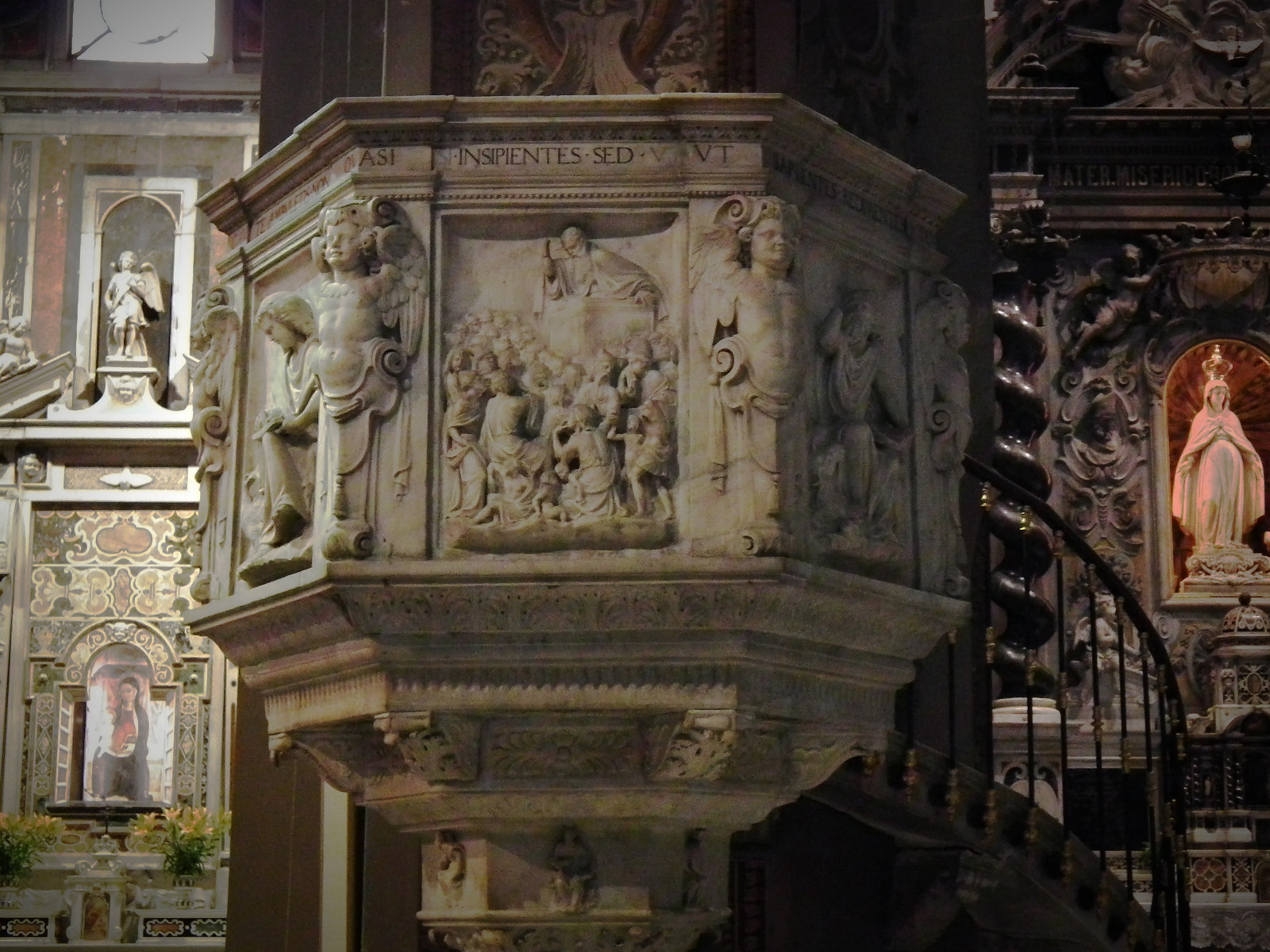
pulpito per la cattedrale di Savona